# Green a.live
「Green a.live」（グリーン・アライヴ）は、YUIの20枚目のシングル。2011年10月5日にgr8!recordsから発売された。

## 解説
2011年第3弾シングル。初回生産盤には前作「HELLO 〜Paradise Kiss〜」のビデオクリップを収録したDVDが付属。
タイトル曲「Green a.live」はYUIが東日本大震災の後最初に書き下ろした楽曲。YUIはこの曲について、「『大地の中を生きる』という意味でタイトルを付けました」「この曲が運命について考えるきっかけになりました」と述べている。
2011年10月17日付のオリコンチャートで初登場1位を記録。YUIが同チャート1位を獲得するのは「to Mother」以来4作品ぶり、通算8作品目となる。

## 収録曲
（全作詞・作曲:YUI）
CD
1. Green a.live [4:39]
編曲:近藤ひさし
  - TBS系『CDTV』11月度オープニングテーマ。
2. Let's face it  [3:04]
編曲:COZZi
3. HELLO 〜YUI Acoustic Version〜 [3:39]
編曲:YUI & 近藤ひさし
  - 恒例となっている前シングル曲のアコースティックバージョン。原曲の副題「〜Paradise Kiss〜」は省略されている。
  - 録音時YUI本人の喉の調子は良くなかった。
4. Green a.live 〜Instrumental〜 [4:38]

DVD
1. HELLO 〜Paradise Kiss〜 -Video Clip-

## 収録アルバム
| 曲名         | アルバム                | 発売日        | 備考                  |
| ------------ | ----------------------- | ------------- | --------------------- |
| Green a.live | 『HOW CRAZY YOUR LOVE』 | 2011年11月2日 | 6thオリジナルアルバム |